# Бруйи, Антуан де
Антуан V де Бруйи (фр. Antoine V de Brouilly; ок. 1611 — 1 ноября 1676, Париж), маркиз де Пьенн — французский генерал.

## Биография
Второй сын Шарля де Бруйи (ум. 1615), сеньора де Менвиллера, дю Мениль-Сен-Жоржа и Сен-Мартена, губернатора Ле-Катле, и Рене де Рошфор-ла-Круазет.
Унаследовал титул маркиза де Пьенна после смерти старшего брата Луи, убитого в 1640 году при осаде Арраса.
Служил капитаном в нескольких ротах шеволежеров, 5 марта 1644 стал кампмейстер-лейтенантом полка французской кавалерии кардинала Мазарини. В 1644 году сражался во Фрайбургской битве, затем участвовал в осадах Филиппсбурга, Гермесхайма, Шпайера, Вормса, Майнца и Ландау.
В 1645 году сражался в битве при Нёрдлингене и участвовал в его взятии, а также в завоевании Дункельпиля, Хайльбронна и Трира.
Кампмаршал (8.05.1646), в кампанию того года служил при осаде и взятии Лонви. 28 апреля 1647 ему было поручено командование кавалерийским отрядом на границах Пикардии и Шампани, с целью противодействия неприятельским акциям. 17 февраля 1648 был назначен губернатором Ардра и патентом, предоставленным в тот же день, набрал пехотный полк, ставший в этой крепости гарнизоном.
1 января 1651, после отставки графа де Малесси, был переведён на должность губернатора и генерального наместника Пиньероля, сложив командование полком. 8 февраля был произведён в генерал-лейтенанты, а 15-го, после отставки Мазарини, стал кампмейстер-аншефом его кавалерийского полка, после чего отбыл в своё новое губернаторство.
20 мая 1654 был назначен в Итальянскую армию, державшуюся тогда в обороне, и служил в её составе до окончания франко-испанской войны. В апреле 1655 передал кавалерийский полк своему брату; после смерти последнего патентом от 30 апреля 1659 был вновь назначен командиром и оставался в этой должности вплоть до роспуска полка 20 июля 1660.
31 декабря 1661 был пожалован в рыцари орденов короля.

## Семья
Жена (14.02.1661): Франсуаза Годе де Маре (ок. 1608—16.04.1678), дочь Клода Годе, сеньора де Маре, и Жанны Граве
Дети:
- Олимп (ум. 23.10.1723), маркиза де Пьенн. Муж (17.12.1690): герцог Луи д’Омон (1667—1723)
- Мари-Розали (ум. 12.09 1735). Муж (26.03.1685): маркиз Алексис-Анри де Шатийон (1652—1737)